# Quelljungfern
Die Quelljungfern (Cordulegastridae, in älteren Werken gelegentlich Cordulegasteridae geschrieben) sind eine Familie der Großlibellen (Anisoptera) innerhalb der Libellen (Odonata). Sie umfasst etwa 50 Arten mit Verbreitung auf der Nordhalbkugel, in der Paläarktis und Orientalis, von Europa bis Ostasien und in der Nearktis in Nordamerika, mit einer Art südlich bis Mittelamerika. In der Westpaläarktis (unter Einschluss von Europa) leben etwa acht Arten, sieben davon auch in Europa, die alle zur Gattung Cordulegaster gehören.

## Merkmale
Cordulegastridae sind durchgehend relativ große Arten mit schwarzer oder dunkelbrauner Grundfarbe und einer gelben Zeichnung. Die Komplexaugen berühren sich auf der Kopfoberseite oder sie sind nur wenig voneinander getrennt, um weniger als den Durchmesser der seitlichen (lateralen) Ocelli, bei den europäischen Arten berühren sie sich in einem Punkt und sind grün oder bläulich gefärbt. Im Flügelgeäder ist, ähnlich wie etwa bei den Gomphidae und den Aeshnidae, das Flügeldreieck (eine auffällige Struktur nahe der Flügelbasis) in Vorder- und Hinterflügel parallel zueinander ausgerichtet. Von den Antenodal-Queradern (am proximalen Vorderrand der Vorderflügel) sind zwei Adern auffallend verdickt und gegenüber der hier verlaufenden dünnen Längsader durchgehend. An den Mundwerkzeugen ist das Submentum mittig tief gespalten. Besonders charakteristisch ist der Bau des Legebohrers (Ovipositors) der Weibchen: Die Gonapophysen des achten Segments bilden ein unbewegliches, langes und dünnes Rohr, das die Hinterleibsspitze meist überragt, aber mindestens erreicht. Zwischen beiden Klappen des Paars liegt dorsal ein weiteres, kürzeres Paar. Die Eier werden damit nicht in Pflanzen eingebohrt, sondern im Flug in den Bodengrund des Gewässers oder weiches Ufersubstrat abgelegt. Nach verbreiteter Auffassung ist es ein „Pseudo-Ovipositor“, der demjenigen der anderen Libellen nicht homolog ist, sondern auf eine Umbildung der Subgenitalklappe zurückgeht. Bei den Männchen sind die Sporne an der Außenkante der Mittelschienen (Tibien) an der Spitze abgestumpft und etwa quadratisch.

## Habitat und Lebensweise
Die Arten, deren Lebensweise näher bekannt ist, fliegen an Fließgewässern, in denen deren Larven soweit bekannt leben. Sie kommen vor allem in Bächen, einige Arten bis hin zu kleinsten Quellrinnsalen, vor.

## Gattungen

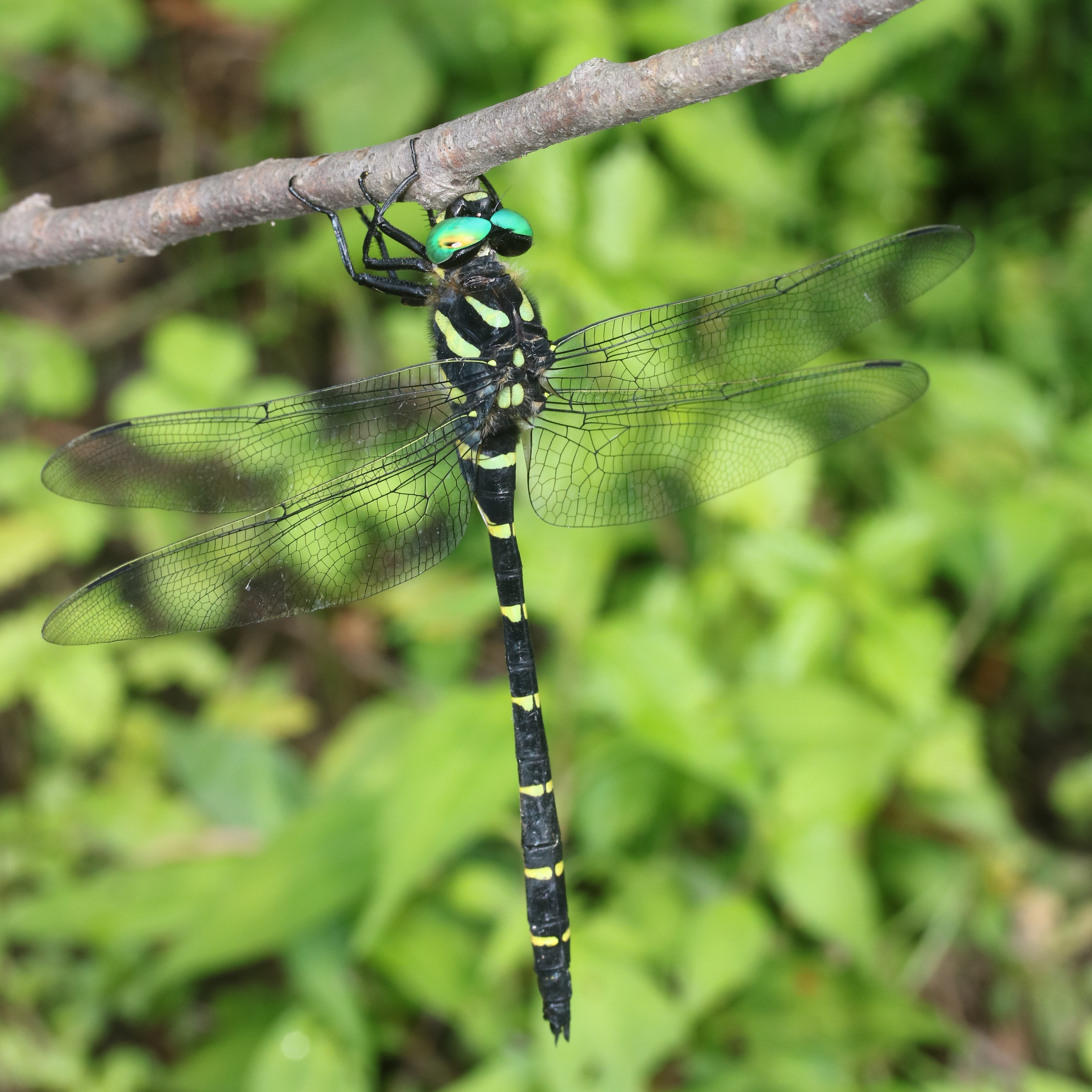
Anotogaster sieboldii, Männchen

Nach der World Odonata List von Dennis Paulson und Kollegen, Stand April 2022, umfasst die Familie Cordulegastridae folgende drei Gattungen:
- Anotogaster Selys, 1854. etwa 15 Arten.
- Cordulegaster Leach, 1815, knapp 30 Arten (wobei bis in jüngste Zeit auch in Europa neue Arten beschrieben, aber auch neu beschriebene Arten mit älteren synonymisiert werden). Es werden in der Westpaläarktis zwei Artengruppen unterschieden[8] (wobei die nordamerikanischen und ostpaläarktischen Arten anderen Artengruppen angehören[9]):
  - Cordulegaster bidentata-Artengruppe, benannt nach Gestreifte Quelljungfer (C. bidentata)
  - Cordulegaster boltonii-Artengruppe, benannt nach Zweigestreifte Quelljungfer (C. boltonii)
- Neallogaster Cowley, 1934. knapp 10 Arten.

Die Abgrenzung und Umschreibung der Familie hat sich gegenüber früheren Zeiten mehrfach verändert. Die früher zugerechnete ostasiatische Gattung Chlorogomphus (syn. Sinorogomphus) wird nun (mit Watanabeopetalia und Chloropetalia) in eine getrennte Familie Chlorogomphidae gestellt und gehört nicht mehr zu den Cordulegastridae.
Nach einer verbreiteten Auffassung bilden die Cordulegastridae und die Chlorogomphidae gemeinsam mit der nur eine Art (Neopetalia punctata (Hagen in Selys, 1854)) umfassenden Familie Neopetaliidae die Überfamilie Cordulegastroidea. Obwohl die Zusammengehörigkeit der hier zusammengefassten Gattungen schon früh vorgeschlagen worden ist und teilweise auch in phylogenomischen Arbeiten Unterstützung erfahren hat sind die Schwestergruppenverhältnisse nicht wirklich geklärt, so dass nicht alle Bearbeiter die Überfamilie unterstützen. Nach den Ergebnissen von Alexander Blanke und Kollegen wären die Chlorogomphidae etwa näher mit den Libelluloidea verwandt.